# Canon PowerShot A720 IS
Pour les articles homonymes, voir A720.
Le PowerShot A720 IS est un appareil photo numérique compact fabriqué par Canon, lancé en août 2007.

## Caractéristiques
- Capteur d'image : 8 mégapixels, capteur CCD 1/2,5" (définition maximale : 3264 × 2448)
- Zoom optique 6X
  - Focale : 5,8 - 34,8 mm (équivalent 24x36 : 35 - 210 mm)
  - Ouverture maximale : f/2,8 - 4,8
- Zoom numérique 4X
- Sensibilité ISO : 80, 100, 200, 400, 800 et 1600 ISO
- Vidéo : 640 × 480 à 30 images par seconde, 320 × 240 à 30 images par seconde, 160 × 120 à 15 images par seconde, avec son
- Autofocus AiAF 9 points, AF 1 point
- 19 modes de prise de vue
- Écran LCD TFT 2,0" fixe
- Processeur d'images DIGIC III
- Utilise des cartes Secure Digital / MMC
- Utilise 2 piles AA
- Impression directe (avec imprimante compatible)

## Fonctionnalités
Cet appareil photographique compact est destiné à un public large. Il combine une palette de modes d'expositions automatiques adaptés aux débutants et de nombreux réglages manuels utiles aux utilisateurs plus expérimentés. Il dispose également notamment d'un zoom puissant et stabilisé et d'une sensibilité poussée (1600 ISO).